# 博凯伦特
博凯伦特，是西班牙巴伦西亚自治区巴伦西亚省的一个市镇。总面积97平方公里，总人口4457人（2001年），人口密度46人/平方公里。